# Wim Lagendaal
Willem Lagendaal (Rotterdam, 13 d'abril de 1909 - 6 de març de 1987) fou un futbolista neerlandès de la dècada de 1930.
Fou internacional per la selecció dels Països Baixos, amb la qual participà en la Copa del Món de futbol de 1934. Pel que fa a clubs, fou jugador del XerxesDZB.

## Referències

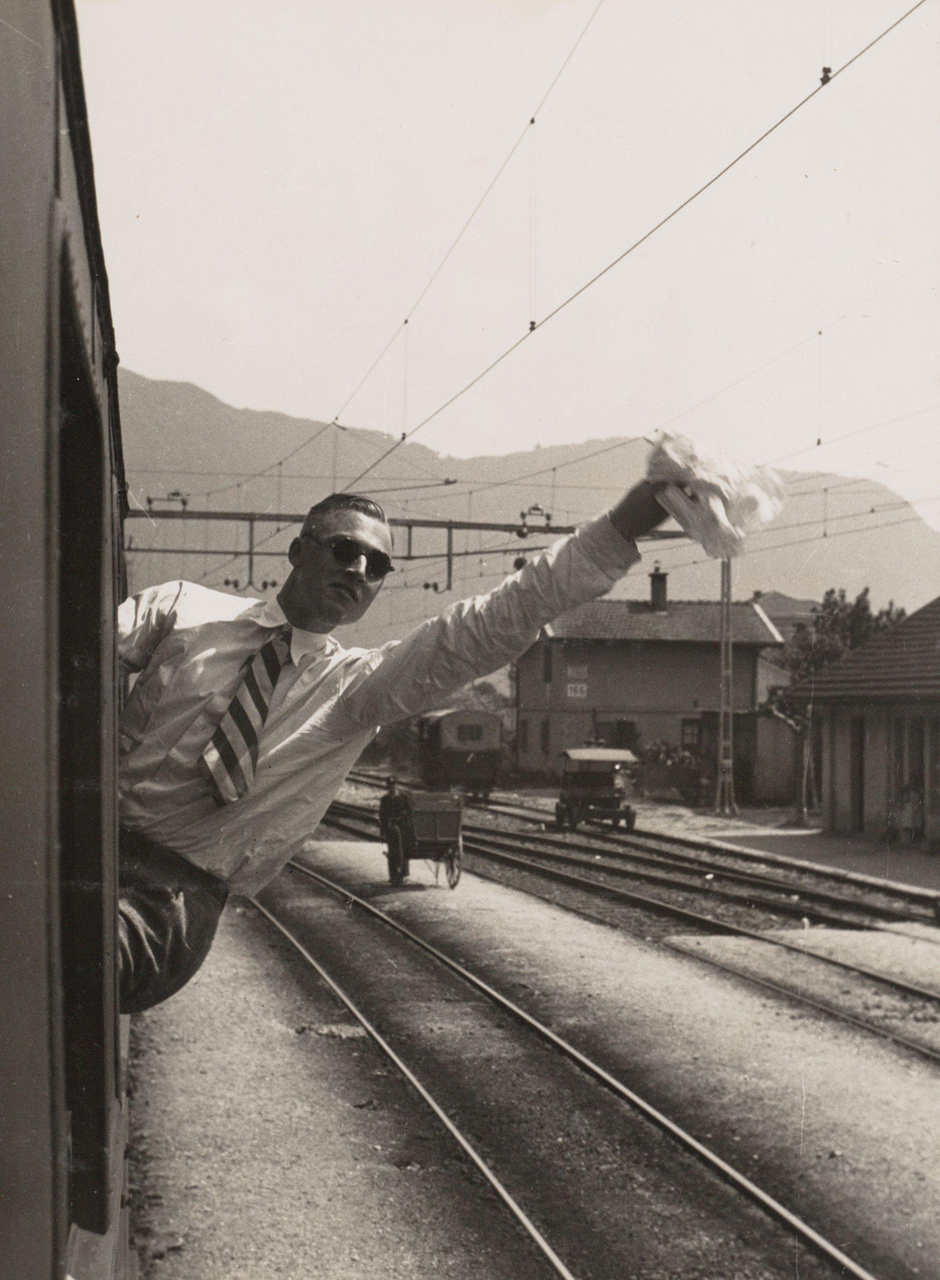
Wim Lagendaal a Como el 1934.